# لمويل د. إيفانز
لمويل د. إيفانز (بالإنجليزية: Lemuel D. Evans)‏ هو محامي وقاضي وسياسي أمريكي، ولد في 8 يناير 1810 في تينيسي في الولايات المتحدة، وتوفي في 1 يوليو 1877. انتخب عضو مجلس النواب الأمريكي.